# Elizabeth Thorn
Elizabeth Möser Thorn (28 de diciembre de 1832-17 de octubre de 1907) fue una cuidadora de cementerios estadounidense que era la cuidadora del cementerio Evergreen en el condado de Adams, Pensilvania. Enterró a aproximadamente cien soldados que habían muerto en la Batalla de Gettysburg en 1863.

## Biografía

### Primeros años de vida

Peter y Elizabeth Thorn.

Nacida en Hesse Darmstadt, Alemania, en 1832, Elizabeth y sus padres, John y Catherine Möser, emigraron a los Estados Unidos en 1854. Poco se sabía sobre sus primeros años de vida. Después de establecerse en Gettysburg, Pensilvania, se casó con otro inmigrante alemán, Peter Thorn, en septiembre de 1855. Su esposo se convirtió en el primer cuidador del cementerio Evergreen en febrero de 1856, ganaba $150 al año y vivía con su familia en la puerta de entrada sin pagar alquiler a cambio de cavar tumbas y mantener los terrenos. Se alistó en el 138.º Regimiento de Infantería de Pensilvania de la Unión el 16 de agosto de 1862, dejando a su esposa a cargo del cementerio. Tenía tres hijos pequeños y estaba embarazada de seis meses cuando la guerra asoló Gettysburg del 1 al 3 de julio de 1863.

### Batalla de Gettysburg
Thorn se vio obligada a alimentar a la hambrienta caballería confederada y luego preparó la cena para los generales Oliver Otis Howard, Daniel Sickles y Henry Warner Slocum. También señaló caminos estratégicos a un oficial de la Unión. Obligada a huir cuando la batalla se acercaba a su casa, regresó el 7 de julio y descubrió que el general Howard había convertido su casa en su cuartel general y en un hospital de campaña repleto de soldados heridos. El edificio había sufrido graves daños y bienes por valor de 295 dólares habían sido robados o destruidos.
Aunque estaba embarazada de seis meses en medio del calor del verano, Thorn se puso a trabajar atendiendo a los heridos y enterrando a los muertos. Ella y su anciano padre enterraron cuarenta cuerpos dentro de las dos semanas posteriores a la batalla y finalmente enterraron a aproximadamente cien soldados caídos, mucho antes de que se dedicara el cementerio nacional de Gettysburg el 19 de noviembre de 1863. Las estimaciones para los entierros van desde un mínimo de 90 hasta alrededor de 100 y un máximo de 105. No ganó ningún salario adicional por este trabajo. En años posteriores, el presidente del cementerio Evergreen, David McConaughy, negaría tener conocimiento de sus heroicos esfuerzos.
El 1 de noviembre, Thorn dio a luz y nombró a la niña Rose Meade Thorn en honor al general George Meade, quien comandaba el Ejército del Potomac en Gettysburg. La salud de Thorn se deterioró y su hijo, enfermizo, murió a la edad de 14 años. Thorn permaneció como cuidadora del cementerio hasta que su esposo regresó sano y salvo de la guerra en 1865.

### Muerte y legado
Peter Thorn renunció como cuidador en 1874 y murió en enero de 1907 a los 82 años. Elizabeth murió el 17 de octubre de 1907 a los 74 años. Ambos están enterrados en el cementerio Evergreen.
No fue hasta una edad avanzada que Elizabeth Thorn comenzó a recibir reconocimiento público por sus contribuciones por haber excavado tumbas en el campo de batalla. Sus recuerdos aparecieron en Gettysburg Compiler (26 de julio de 1905) y The Gettysburg Times (2 de julio de 1938). Sus documentos están en poder de la Sociedad Histórica del Condado de Adams.
Quince metros al sur de la puerta de entrada del cementerio se encuentra el Monumento a la Mujer de Gettysburg, que consiste en una estatua de bronce de Thorn, cansada y muy embarazada, apoyada en una pala y secándose la frente. Creado por el escultor Ron Tunison, el monumento fue dedicado en 2002.